# Šenkvice
Šenkvice (allemand : Schenkwitz ) est un village de Slovaquie situé dans la région de Bratislava.

## Histoire
Première mention écrite du village en 1557.

## Démographie

### Évolution de la population
| Année:               | 1994. | 2004.   | 2014.   | 2024.    |
| -------------------- | ----- | ------- | ------- | -------- |
| Nombre de personnes: | 4000  | 4327    | 4645    | 5338     |
| Différence:          |       | +8,17 % | +7,34 % | +14,91 % |

| Année:               | 2023. | 2024.   |
| -------------------- | ----- | ------- |
| Nombre de personnes: | 5352  | 5338    |
| Différence:          |       | -0,26 % |